# Giuseppe Mattia Borgnis
Pour les articles homonymes, voir Borgnis.
Giuseppe Mattia Borgnis, né le 23 février 1701 à Craveggia (Val Vigezzo), et mort le 12 octobre 1761 à West Wycombe (Londres), est un peintre italien.

## Biographie
Né le 23 février 1701 dans une famille pauvre de Craveggia, il montre un penchant pour la peinture dès son enfance. Apprenti chez un peintre local à partir de 1710 jusqu'en 1716, son père l'envoie poursuivre ses études à Bologne et à Venise, où il sera très influencé par les artistes Giuseppe Maria Crespi et Giovanni Battista Piazzetta. Rentré à Craveggia à 19 ans, en raison de difficultés financières de sa famille, il commence à se dédier à des œuvres d'art sacré. Parmi ses élèves, les deux fils, Giovanni (né en 1728) et Pietro Maria (1743), ainsi que Julien de Parme, célèbre peintre suisse naturalisé français.
Ses œuvres les plus connues se trouvent au Val Vigezzo – ainsi que dans les localités environnantes, comme Baceno, Domodossola, Vallemaggia (Suisse), Varzo, Trasquera – et à West Wycombe, près de Londres.
Entre 1752 et 1755, il s'installe d'abord à Paris, puis à Londres. Il meurt à West Wycombe en 1761, en raison d'une chute d'un échafaudage lors de la réalisation d'une fresque.

## Les œuvres
Parmi les principales œuvres de Borgnis on rappelle les fresques de l'église de Santa Maria Maggiore (notamment La Gloire de Marie au Ciel dans la coupole centrale) et plusieurs peintures à l'huile. Dans la coupole centrale de l'église des Saints Jacques et Christophe à Craveggia, il peint le Paradis. Les fresques de Borgnis sont également présentes dans l'église de Sant'Ambrogio à Coimo (Druogno), dans l'oratoire de Gabbio (Malesco), dans l'église paroissiale de Campo (Vallemaggia) en Suisse. Il décore aussi des chapelles votives à Orcesco (Druogno), Villette (Italie), Trontano et Masera. A West Wycombe Park, dans la résidence d'été de Sir Francis Dashwood, Borgnis réalise plusieurs fresques, dont une copie – datée de 1752 et achevée par son fils Giovanni – d'Annibale Carracci.